# Kalāteh-ye Şanam
Kalāteh-ye Şanam (persiska: کلاته صنم, Kalāteh Şanam) är en ort i Iran.   Den ligger i provinsen Khorasan, i den östra delen av landet, 900 km öster om huvudstaden Teheran. Kalāteh-ye Şanam ligger 818 meter över havet och antalet invånare är 126.
Terrängen runt Kalāteh-ye Şanam är platt. Runt Kalāteh-ye Şanam är det ganska glesbefolkat, med 34 invånare per kvadratkilometer. Närmaste större samhälle är Ḩoseynābād-e Kalālī, 3,8 km sydväst om Kalāteh-ye Şanam. Trakten runt Kalāteh-ye Şanam består till största delen av jordbruksmark.